# Mussig
Mussig é uma comuna francesa na região administrativa de Grande Leste, no departamento Baixo Reno. Estende-se por uma área de 11,79 km². Em 2010 a comuna tinha 1 202 habitantes (densidade: 102 hab./km²).